# 2087.
◄ | 20. stoljeće | 21. stoljeće | 22. stoljeće | ►
◄ | 2050-ih | 2060-ih | 2070-ih | 2080-ih | 2090-ih | 2100-ih | 2110-ih | ►
◄◄ | ◄ | 2084. | 2085. | 2086. | 2087. | 2088. | 2089. | 2090. | ► | ►►
Astronomija

## Događaji
- 17. svibnja – Potpuna pomrčina Mjeseca. Mjesec će proći kroz središte Zemljine sjene.
- 10. studenoga – Potpuna pomrčina Mjeseca.

## Fikcija – izmišljeni događaji
- Američki film Cyborg 2087 iz 1966., redatelja Franklina Adreona.